# Черкасская оборона
Черкасская оборона — боевые действия в 1918—1919 годах крестьян двенадцати русских селений Лепсинского уезда (Семиреченская область) в тылу белогвардейской армии. Возникла в обстановке ожесточённой борьбы между крестьянами-новосёлами, с одной стороны, и семиреченскими казаками, крестьянами-старожилами, кулаками и казахскими баями — с другой.

## Создание Черкасской обороны

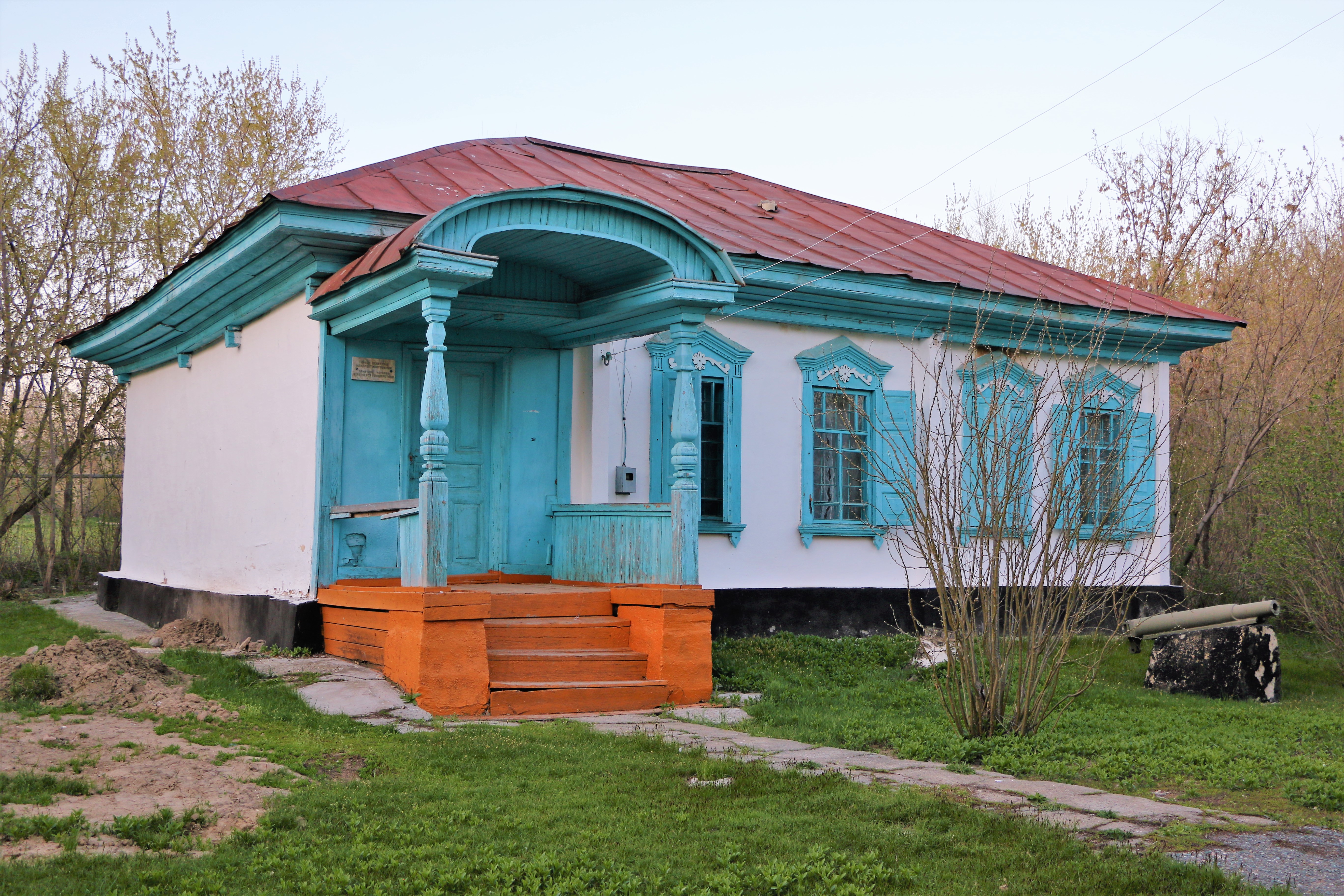
Дом, в котором располагался штаб Черкасской обороны в селе Черкасск

Несмотря на известную зажиточность, семиреченские крестьяне-новосёлы в 1917 г., в большинстве своём, взяли сторону большевиков.
В июне 1918 крестьяне Лепсинского уезда создали отряды самообороны для защиты своих селений от местных белоказаков и алаш-ордынцев, а также от белогвардейцев, наступавших с севера. После захвата белогвардейцами города Сергиополя (21 июля 1918) всё северное Семиречье охватили контрреволюционные мятежи. Крестьянские селения подверглись нападениям белоказачьих и алаш-ордынских отрядов. 29 августа белогвардейцы, захватив город Лепсинск, повели наступление на село Покатиловское, которое защищал отряд самообороны (около 250 штыков) под командованием М. А. Никольского.

## Состав
Советские войска Семиреченского фронта в начале сентября одержали ряд побед. С сентября крестьянская оборона охватила южную часть Лепсинского уезда с центром в селе Черкасском. Организаторами Черкасской обороны были большевики С. С. Васиченко, В. С. Довбня, А. Н. Дьяченко, Е. В. Зозуля, С. С. Подшивалов (председатель Лепсинского уездного исполкома), И. Г. Собко, С. И. Середин и др., а также беспартийный Никольский. Оборону возглавлял военный (боевой) совет: Дьяченко (председатель), Никольский (командующий), Подшивалов, Довбня и Собко (политические комиссары) и др. Силы Черкасской обороны: 7 отрядов пехоты и 19 эскадронов конницы (3—4 тыс. штыков, 1,5 тыс. сабель, 3 орудия, 5 пулемётов).

## Боевые действия
В октябре 1918 — апреле 1919 белые неоднократно, но безуспешно пытались овладеть районом Черкасской обороны, без ликвидации которой они не могли прорваться к городу Верному. Черкассцы отразили все атаки противника.
16 июля 1919 г. началось самое крупное наступление белогвардейцев (5-я Сибирская стрелковая дивизия генерал-майора В. П. Гулидова и Партизанская дивизия атамана Б. В. Анненкова) на Черкасскую оборону. В результате ожесточённых и кровопролитных боёв белогвардейцы захватили большую часть района Черкасской обороны. В руках партизан остались только сёла Черкасское, Петропавловское и Антоновское.
Войска Семиреченского фронта пытались в июле — августе 1919 г. пробиться на соединение с черкассцами, но безуспешно. Попытки черкассцев вырваться из окружения и соединиться с войсками Семиреченского фронта тоже не удались. Боеприпасы и продовольствие были на исходе, в сёлах скопилось много раненых, детей, женщин и стариков.

## Падение Черкасской обороны
14 октября белогвардейцы внезапным нападением захватили Черкасское, Петропавловское и Антоновское, сурово расправились с их защитниками. Падение Черкасской обороны сказалось на положении Семиреченского фронта, войска которого вынуждены были под натиском превосходящих сил противника отойти на рубеж пикет Ак-Ичке, Гавриловка, Сарыбулак, Вознесенское.

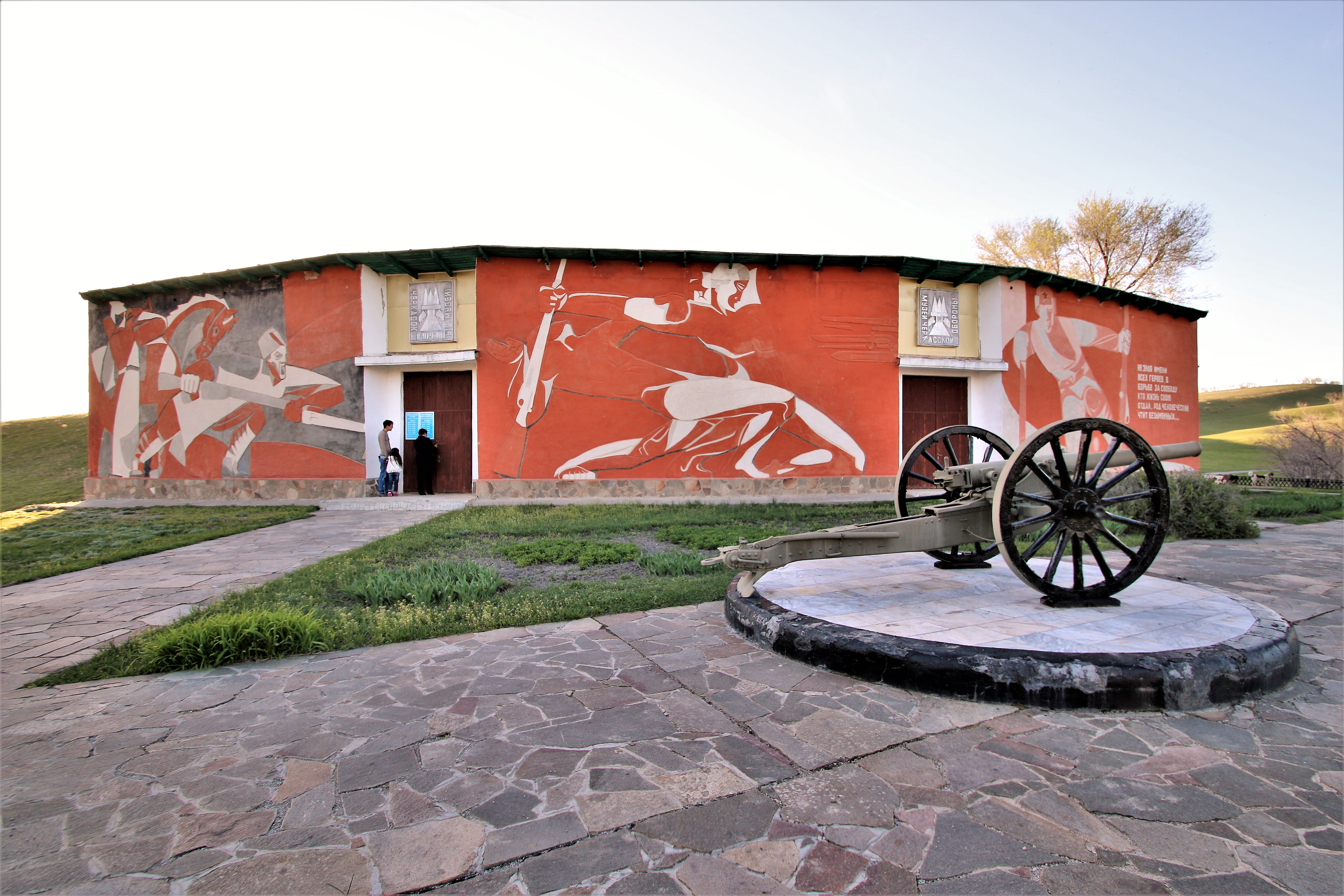
Музей Черкасской обороны в селе Черкасск

## В массовой культуре
- Режиссёр Абдулла Карсакбаев: хроникально-документальный фильм «Черкасская оборона» (1970).